# مينريتوموماب
مينريتوموماب هو جسم مضاد وحيد النسيلة فأري مصمم لعلاج السرطان.[بحاجة لمصدر]